# 72.ª División (Ejército Popular de la República)
La 72.ª División fue una de las divisiones del Ejército Popular de la República que se organizaron durante la guerra civil española sobre la base de las Brigadas Mixtas. Estuvo presente en los frentes de Aragón y Segre.

## Historial
La división fue creada el 23 de septiembre de 1937, siendo integrada en el XVIII Cuerpo de Ejército. Inicialmente agrupó a las brigadas mixtas 94.ª y 224.ª, de reciente creación. En diciembre de 1937 la unidad fue enviada al sector de Teruel, pero se encontraba tan atrasada en su organización que no llegó a intervenir en la batalla de Teruel. Durante la batalla de Aragón tuvo un pobre desempeño, quedando gravemente quebrantada. Además su comandante, José María Enciso, fue hecho prisionero por las fuerzas franquistas. La 72.ª División sería disuelta el 11 de marzo de 1938, y sus restos fueron asignados a la Agrupación autónoma del Ebro.
Sería recreada nuevamente el 19 de abril de ese año, dentro del XVIII Cuerpo de Ejército. A finales de mayo participó en la ofensiva de Balaguer, en apoyo de otras unidades, si bien esta ofensiva terminaría fracasando. Durante los siguientes meses permaneció situada en reserva, sin tomar parte en acciones militares. Al comienzo de la campaña de Cataluña la unidad fue arrollada por el avance de la 84.ª División franquista, en la zona de Camarasa. La resistencia que opuso la división fue mínima, lo que motivó la destitución de su comandante —mayor Pascual Saura—. Tras ello, emprendería la retirada junto al resto del XVIII Cuerpo de Ejército.

## Mandos
Comandantes
- teniente coronel de infantería José María Enciso Madolell;[9]
- teniente coronel de caballería Mariano Buxó Martín;[10]
- mayor de milicias Pascual Saura;[11]

Comisarios
- Antonio Barea Arenas, de la CNT;[12]
- Ramón Estarelles Úbeda, del PCE;[13]

## Orden de batalla
| Fecha                 | Cuerpo de Ejército adscrito | Brigadas Mixtas integradas | Frente de batalla |
| --------------------- | --------------------------- | -------------------------- | ----------------- |
| Septiembre de 1937    | XVIII Cuerpo de Ejército    | 94.ª y 224.ª               | Reserva general   |
| Febrero-marzo de 1938 | XVIII Cuerpo de Ejército    | 94.ª, 224.ª y 225.ª        | Aragón            |
|                       |                             |                            |                   |
| 19 de abril de 1938   | XVIII Cuerpo de Ejército    | 37.ª y 213.ª               | Segre             |
| 30 de abril de 1938   | XVIII Cuerpo de Ejército    | 38.ª, 93.ª y 213.ª         | Segre             |